# Isabelle Balkany
Pour les articles homonymes, voir Balkany et Smadja.
Isabelle Balkany, née Smadja le 20 septembre 1947 à Boulogne-Billancourt (Seine), est une femme politique française.
Membre du Rassemblement pour la République (RPR) puis de l'Union pour un mouvement populaire (UMP) et enfin du parti Les Républicains (LR), elle est conseillère générale et vice-présidente du conseil général des Hauts-de-Seine pendant 23 ans, entre 1988 et 2011. Elle est également première adjointe au maire de Levallois-Perret, Patrick Balkany, son époux, pendant 19 ans, de 2001 à 2020.
À partir de 2013, Isabelle Balkany et son mari sont poursuivis dans l'affaire judiciaire qui porte leur nom pour plusieurs chefs d'accusations, dont déclarations mensongères, blanchiment de fraudes fiscales et corruption. Après l'incarcération de son époux, elle se voit confier la fonction de maire à titre intérimaire. En 2020, elle est condamnée en appel à trois ans de prison ferme et dix ans d'inéligibilité, et est démise de ses fonctions à la mairie de Levallois-Perret. Elle n’est pas incarcérée en raison d'un aménagement de peine.

## Biographie

### Famille et débuts professionnels
Isabelle Smadja naît dans une famille de commerçants juifs de Tunisie. Son père « fait fortune dans l'import-export et le caoutchouc en Tunisie, puis en France ». Sa mère, née protestante bourguignonne, se convertit au judaïsme par amour pour son père. Isabelle Smadja a une nourrice musulmane et fait sa scolarité chez les sœurs dominicaines, à Auteuil, puis à l'université d'Assas, où elle obtient une licence de droit, et à l'université de Nanterre, où elle suit des cours de sémantique et adhère à l'Union nationale des étudiants de France (UNEF). Un de ses frères meurt à l'âge de vingt ans dans un accident de moto,.
Isabelle Smadja débute en 1968 comme journaliste au journal Combat, dont l'un de ses oncles, Henri Smadja, est devenu l'unique propriétaire en 1950. Elle est peu après nommée directrice de la communication d'Europe 1 en septembre 1968, à l'âge de vingt-et-un ans. C'est là qu'« elle se constitue son carnet d'adresses dans les médias et le show-biz ».
En 1976, Isabelle Smadja épouse Patrick Balkany à la mairie de Neuilly-sur-Seine et à la synagogue de la rue Copernic. Ils ont deux enfants, Alexandre (en 1976) et Vanessa (en 1980), tous deux gérants de diverses sociétés,.

### Ascension politique de Patrick Balkany
L'année de son mariage, elle présente Patrick Balkany à Marie-France Garaud, l'éminence grise de Jacques Chirac. Patrick Balkany entre alors en politique. Quelques mois plus tard, son mari figure parmi les fondateurs du RPR, le parti politique que Jacques Chirac crée en décembre 1976, notamment contre Valéry Giscard d'Estaing.
Dans la foulée, Patrick Balkany reçoit l'investiture du RPR pour affronter le giscardien Jean-Pierre Soisson à Auxerre. Isabelle Balkany dirige la campagne, avec comme seule autre expérience similaire, la campagne de Philippe Tesson, candidat en 1968 à Saint-Germain-des-Prés[précision nécessaire]. Patrick Balkany n'est pas élu.
Lorsqu'en 1983, Patrick Balkany est élu maire de Levallois-Perret, elle est nommée responsable de la communication municipale.

### Gestion de la ville de Levallois-Perret
En 1995, le couple Balkany est poursuivi par la justice dans l'affaire des employés municipaux travaillant à leur domicile. Trois personnes désignées comme des employés municipaux, mais qui ne s'occupaient que de son appartement de Levallois-Perret et de sa résidence secondaire près de Giverny, avaient été rémunérées aux frais du contribuable levalloisien pendant 10 ans, entre 1985 et 1995.
Le 28 juillet 1999, Isabelle Balkany et son mari sont condamnés pour « prise illégale d'intérêts » par la chambre régionale des comptes d'Île-de-France. Isabelle Balkany est condamnée à quinze mois d'emprisonnement avec sursis et à rembourser 770 000 francs (soit 117 385,74 €) solidairement avec son mari. Le 12 février 2007, Patrick Balkany fait adopter par son conseil municipal une demande de remise gracieuse auprès du ministre des Finances, alors Thierry Breton, de la dette d'un montant de 230 865,57 € résultant de cette condamnation. Le maire de Levallois-Perret explique qu'ils auraient déjà remboursé le principal et que ces 230 865,57 € seraient uniquement les intérêts de cette dette. En juin 2011, François Baroin, qui a succédé à Thierry Breton, rejette définitivement cette requête.
Patrick Balkany perd ses mandats de maire en 1995 et de député en 1997 au profit du RPR Olivier de Chazeaux. Les Balkany se séparent alors pendant plusieurs mois.
Isabelle Balkany est à nouveau aux côtés de Patrick Balkany lorsqu'il est réélu maire en 2001 puis en 2002. Elle devient première adjointe, chargée de l'enfance, des affaires scolaires et de la communication.
En 2009, Isabelle Balkany se défend contre les accusations d'un rapport de la chambre régionale des comptes sur la gestion de la ville de Levallois-Perret et en particulier au sujet des frais de cérémonies de la commune. Outre qu'elle conteste le bien-fondé des accusations, elle s'étonne publiquement que seul le dernier mandat de son mari ait fait l'objet d'investigation de la part des magistrats financiers.

### Élue du département des Hauts-de-Seine
En 1988, Patrick Balkany, qui vient d'être élu député alors qu'il est aussi maire, doit abandonner son poste de conseiller général pour respecter la loi sur le cumul des mandats. Charles Pasqua choisit alors Isabelle Balkany pour représenter le canton de Levallois-Perret-Sud et elle entre au conseil général des Hauts-de-Seine. Aussitôt élue, Charles Pasqua en fait la vice-présidente du conseil général des Hauts-de-Seine chargée des collèges. L'année suivante, elle devient aussi conseillère municipale de Levallois-Perret, où son mari entame son deuxième mandat de maire.
Elle se présente aux élections législatives de 1997 dans la cinquième circonscription des Hauts-de-Seine. Dissidente RPR, elle recueille 13,49 % des suffrages face au candidat officiel Olivier de Chazeaux, qui est élu.
En 2004, elle change de terre d'élection au profit du canton de Levallois-Perret-Nord et le reprend à la gauche.
Après l'élection présidentielle de 2007, Isabelle Balkany tente de se prévaloir du soutien de Nicolas Sarkozy pour lui succéder à la tête du conseil général des Hauts-de-Seine. Le nouveau président de la République, resté quelques jours encore conseiller général, choisit pourtant de ne soutenir aucun candidat, laissant ainsi libre champ à Patrick Devedjian, secrétaire général de l'UMP et adversaire de longue date des Balkany. Isabelle Balkany critique par la suite régulièrement le nouveau président du conseil général des Hauts-de-Seine à mesure qu'il se détache progressivement de l'héritage sarkozyste. Elle soutient le jeune Jean Sarkozy qui prétend à la présidence de l'EPAD, sans abandonner l'idée de prendre la tête du département.
Le 27 mars 2011, à nouveau candidate dans le canton de Levallois-Perret-Sud, elle perd son siège au conseil général, étant devancée par le candidat divers droite Arnaud de Courson. Souhaitant rebondir après cet échec, elle se présente en quatrième position sur la liste UMP lors des élections sénatoriales de septembre 2011. Placée en position charnière, elle n’est cependant pas élue à cause de la poussée de la gauche et de la présence d’une liste dissidente menée par Jacques Gautier, sénateur UMP sortant.
À l'occasion du congrès UMP 2012, Isabelle Balkany choisit de soutenir la candidature de Jean-François Copé pour la présidence de l'UMP. Dans ce choix, elle retrouve Patrick Balkany, Jean Sarkozy et Charles Pasqua, et s'oppose à Jean-Jacques Guillet, président de la fédération des Hauts-de-Seine, Jacques Gautier et Patrick Devedjian, lequel n'aurait eu d'autre choix, selon un observateur de la vie politique locale, dès lors que « le camp de Jean-François Copé rassemblait ses ennemis, les Balkany et Jean Sarkozy ».

## Condamnation pour fraude fiscale et inéligibilité et autres affaires
Le texte peut changer fréquemment, n’est peut-être pas à jour et peut manquer de recul. 
Le titre et la description de l'acte concerné reposent sur la qualification juridique retenue lors de la rédaction de l'article et peuvent évoluer en même temps que celle-ci.
Le 21 mai 2014, Isabelle Balkany est placée en garde à vue. Relâchée le 22 mai après un jour et demi d'interrogatoire, elle doit verser une caution d'un million d'euros, et est mise en examen pour blanchiment de fraude fiscale.
Le 10 juin 2014, selon Le Figaro et BFM TV puis Libération, elle avoue être la propriétaire de la villa Pamplemousse de Saint-Martin. « Estimée à 3 millions d'euros, cette propriété détenue par le biais d'une société écran n'a jamais été déclarée au fisc. Le couple ne s'est donc, depuis 17 ans, jamais acquitté de l'impôt sur la fortune. » Les juges voudraient savoir si cette villa a été financée avec les fonds détournés des marchés publics des HLM des Hauts-de-Seine.
Le 12 mai 2015, la Haute Autorité pour la transparence de la vie publique saisit le procureur financier compte tenu d'un « doute sérieux quant à l'exhaustivité, l'exactitude et la sincérité de leurs déclarations de situation patrimoniale, du fait de la sous-évaluation manifeste de certains actifs et de l'omission de biens mobiliers et immobiliers ». 
Entre avril 2011 et janvier 2014, Patrick et Isabelle Balkany n'ont pas déclaré une partie substantielle de leur patrimoine et « fourni une évaluation mensongère » dans les déclarations auxquelles sont soumis les élus auprès de la Haute Autorité pour la transparence de la vie publique. Une ordonnance de saisine des juges mentionne : « Le patrimoine des époux Balkany est important. Pourtant aucun bien n'est à leur nom. Ils ne disposaient pas de revenus leur permettant d'acquérir un tel patrimoine. Ils ont organisé leur insolvabilité. » Les magistrats sont convaincus que les époux Balkany ont eu recours à des sociétés du Liechtenstein, de Singapour ou de Panama, afin d'éviter d'apparaître comme propriétaires. 
Le 1er mai 2019, douze jours avant l'ouverture du procès du couple pour fraude fiscale, et après avoir publié un long message sur Facebook, Isabelle Balkany fait une tentative de suicide,. En convalescence, elle n'assiste pas au procès de première instance. Le 13 septembre 2019, elle est condamnée à trois ans d'emprisonnement et dix ans d'inéligibilité. Son mari est, lui, condamné à quatre ans de prison ferme, soit la peine maximale en la matière. Mais contrairement à celui-ci, elle ne fait pas l'objet d'une incarcération immédiate en raison de son état de santé, ce qui la conduit à exercer la fonction de maire par intérim de Levallois-Perret en application du code général des collectivités territoriales.
Le 4 mars 2020, la cour d'appel de Paris confirme le jugement en première instance, et condamne Isabelle Balkany pour fraude fiscale à trois ans d'emprisonnement (sans mandat de dépôt) et dix ans d'inéligibilité, avec exécution provisoire,. Sur la période 2009 à 2015, le montant de l’impôt éludé est évalué à plus de 4,3 millions d’euros par l’administration fiscale et doit faire l'objet d'un jugement par le tribunal administratif.
Elle est démise de ses mandats de conseillère municipale et de première adjointe, et ce dès le 6 mars 2020, par un arrêté du préfet des Hauts-de-Seine.
Placée avec Patrick Balkany sous bracelet électronique, la cour d'appel de Rouen révoque cet aménagement de peine le 3 février 2022, confirmant une décision du tribunal d'Évreux en décembre 2021. Motivée par de multiples manquements à leur assignation à résidence, cette décision ouvre la voie à leur nouvelle incarcération. Le même jour, Isabelle Balkany est hospitalisée après une tentative de suicide, par ingestion d'une boîte de médicaments. Elle retourne ensuite dans sa propriété de Giverny.
Isabelle Balkany et son époux ont été accusés d'avoir envoyé à plusieurs élus et à l’actuelle maire des photomontages pornographiques mettant en scène le premier adjoint de la ville afin de se venger de la nouvelle équipe municipale de Levallois. Ils ont été relaxés le 6 juin 2023 par le tribunal correctionnel de Nanterre,.
Le 2 juillet 2024, au tribunal de Nanterre, il a été requis 10 000 euros d'amende contre Isabelle Balkany pour insultes contre la municipalité de Levallois-Perret et la maire Agnès Pottier-Dumas.

## Télévision
Elle est chroniqueuse dans l’émission Balance ton post ! à partir du 4 mars 2021.

## Décoration
Le 30 janvier 2008, elle est nommée chevalier de l'ordre national de la Légion d'honneur sur proposition du ministère de l'Intérieur, de l'Outre-mer et des Collectivités territoriales, alors dirigé par Michèle Alliot-Marie, au titre de « vice-présidente du conseil général des Hauts-de-Seine, adjointe au maire de Levallois ; 31 ans d'activités professionnelles et de fonctions électives ». Elle en est exclue le 4 mars 2020 par un arrêté faisant état d’un comportement « contraire à l'honneur » en raison de sa condamnation pour fraude fiscale « d’une ampleur exceptionnelle »,.